# Леухи
Леу́хи — село в Україні, в Дашівській селищній громаді Гайсинського району Вінницької області. Розташоване на обох берегах річки Сорока (притока Собу) за 39 км на південний схід від міста Іллінці та за 10 км від залізничної станції Монастирище. Населення становить 1 209 осіб (станом на 1 січня 2018 р.).

## Історія
За часів Козаччини, неподалік села розташовувався Левухівський курінь.
7 (20) листопада 1917 року, відповідно до Третього Універсалу Української Центральної Ради, увійшло до складу Української Народної Республіки.
12 червня 2020 року, відповідно розпорядження Кабінету Міністрів України № 707-р «Про визначення адміністративних центрів та затвердження територій територіальних громад Вінницької області», село увійшло до складу Дашівської міської громади.
19 липня 2020 року, в результаті адміністративно-територіальної реформи і ліквідації Іллінецького району, село увійшло до складу Гайсинського району.

## Населення

### Мова
Розподіл населення за рідною мовою за даними перепису 2001 року:
| Мова       | Кількість | Відсоток |
| ---------- | --------- | -------- |
| українська | 1389      | 99.50%   |
| російська  | 6         | 0.43%    |
| білоруська | 1         | 0.07%    |
| Усього     | 1396      | 100%     |

## Відомі люди

#### Народились
- Чемерицький Григорій Петрович (1971—2016) — солдат Збройних сил України, учасник АТО[7].
- Балух Олександр Сергійович (1996—2022) — молодший сержант, військовослужбовець ЗС України. Учасник АТО та російсько-української війни[8]. Гравець футбольної команди «Ірпінь АТО». Загинув у боях з російськими окупантами[9]. Нагороджений орденом «За мужність» III ступеня (посмертно)[10].

#### Навчались
- Кобець Василь Дмитрович (1943 р.н.) — український письменник, громадський діяч.

## Галерея

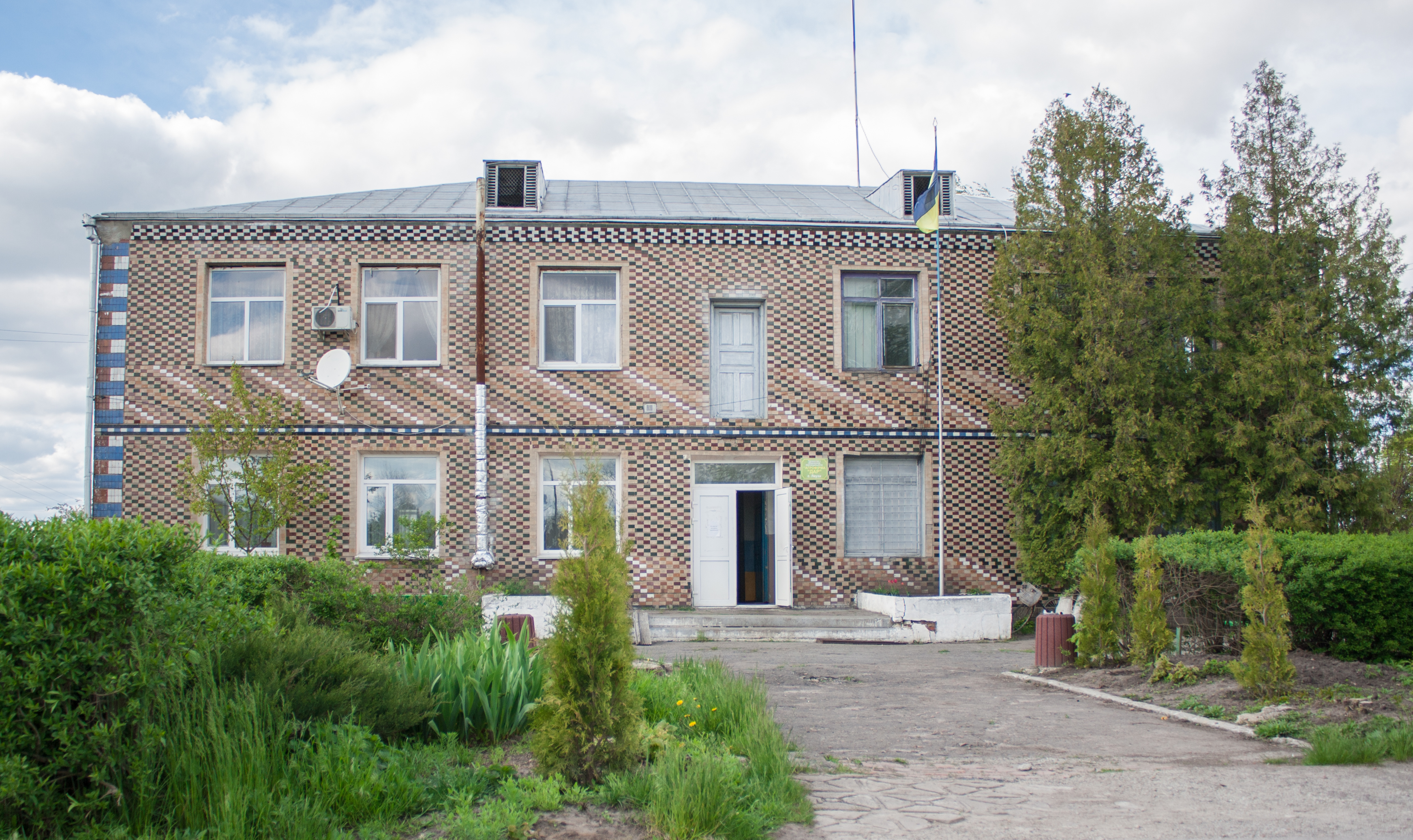
Сільрада
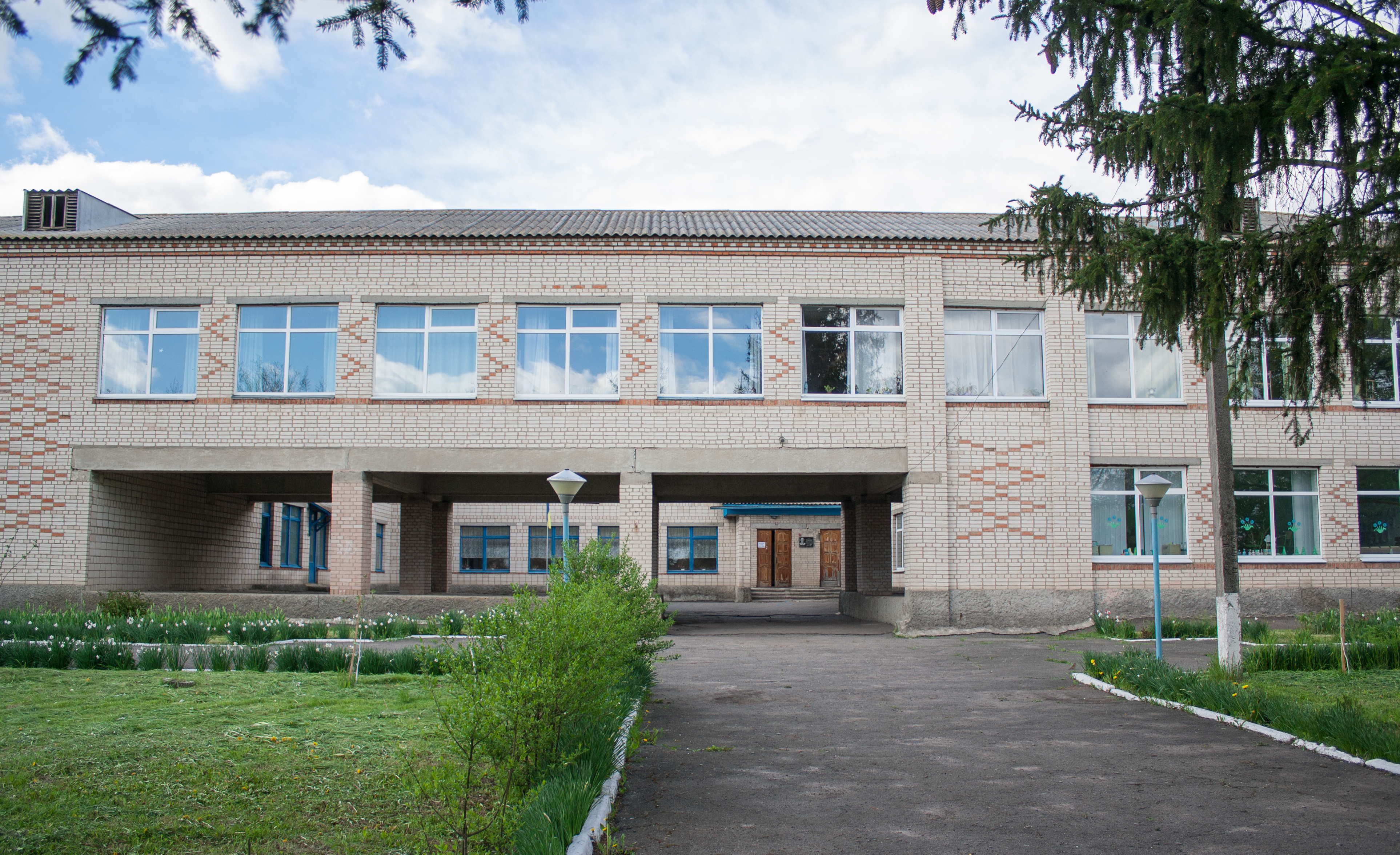
Школа
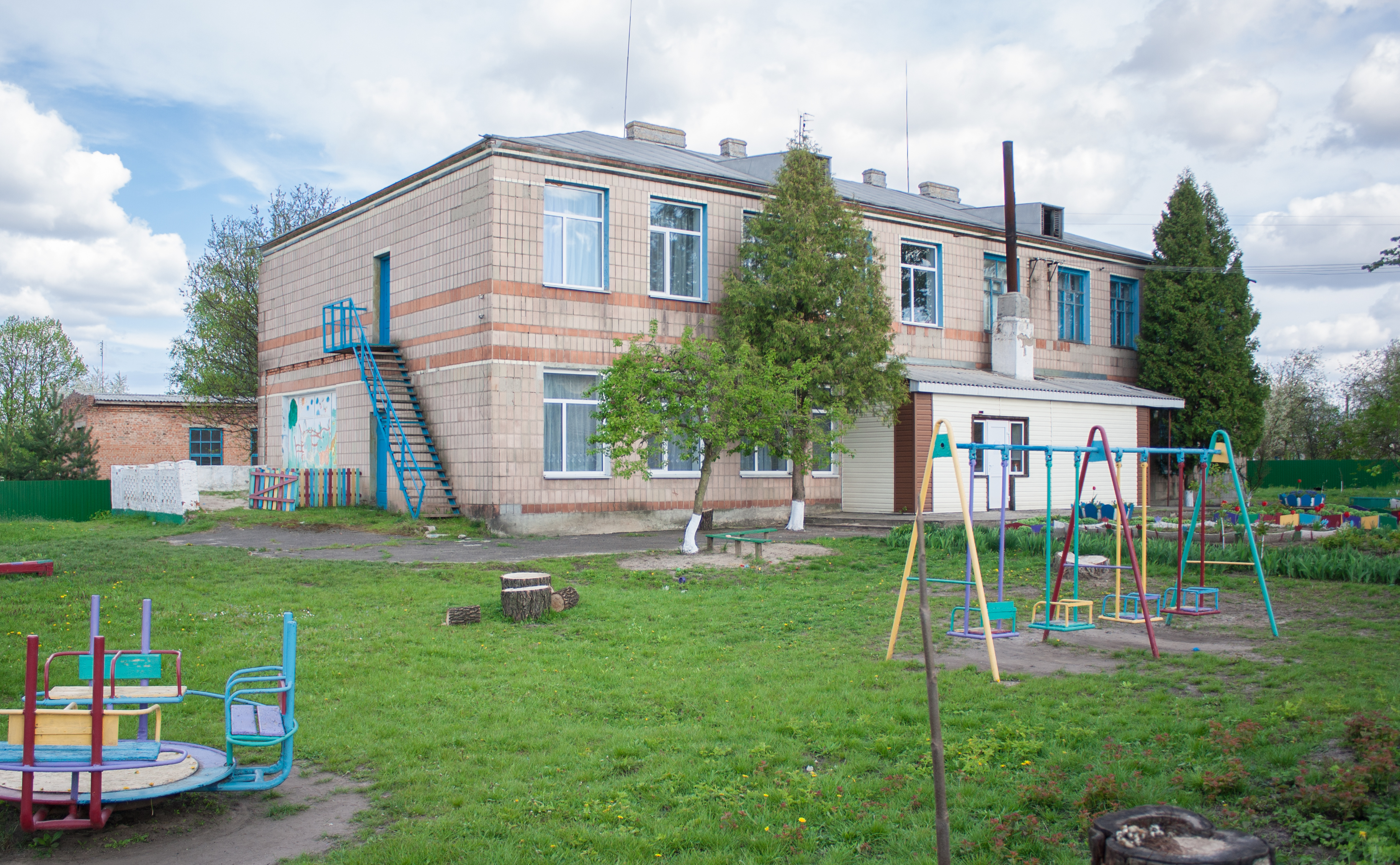
Дитсадок
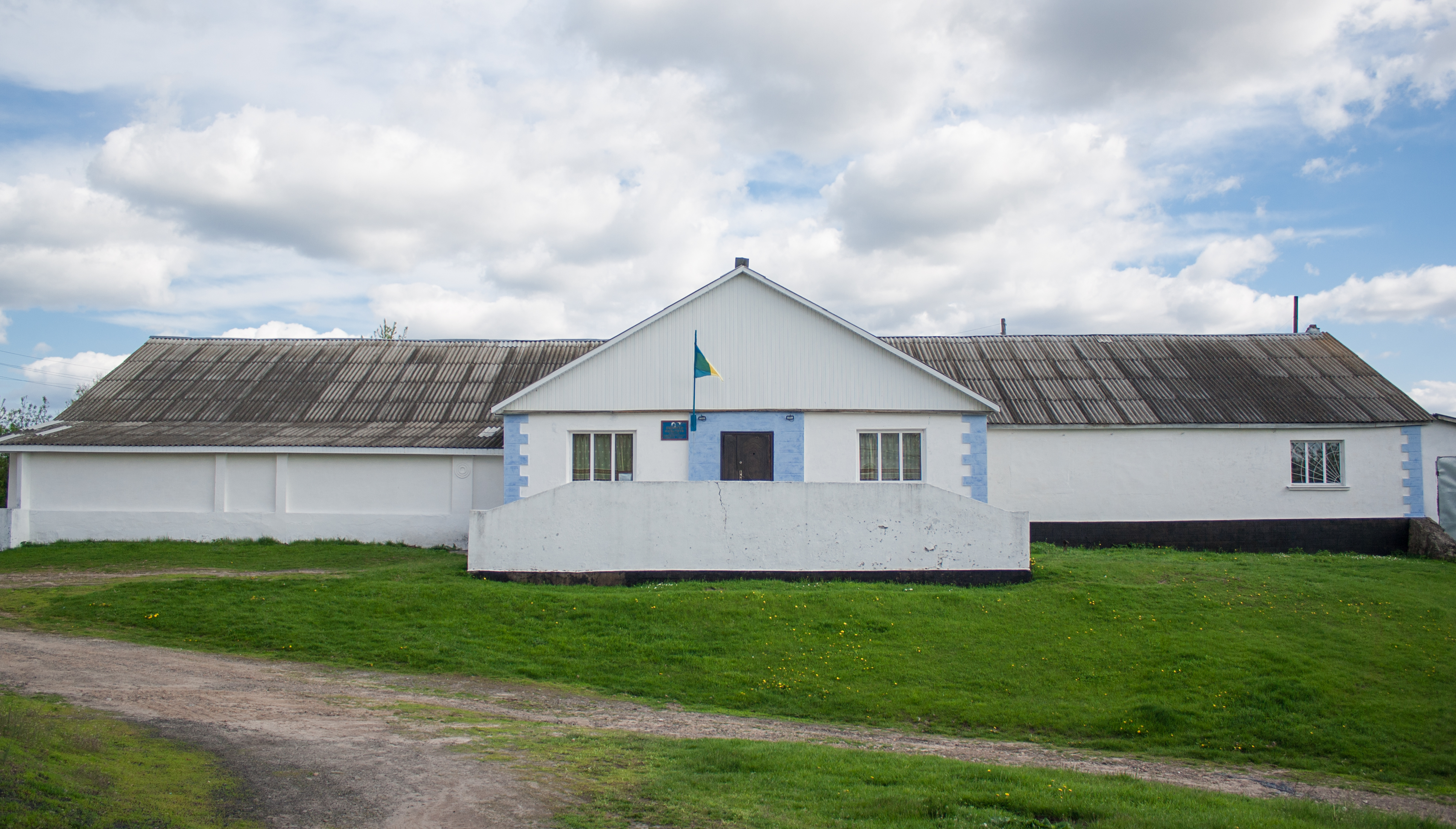
Будинок культури
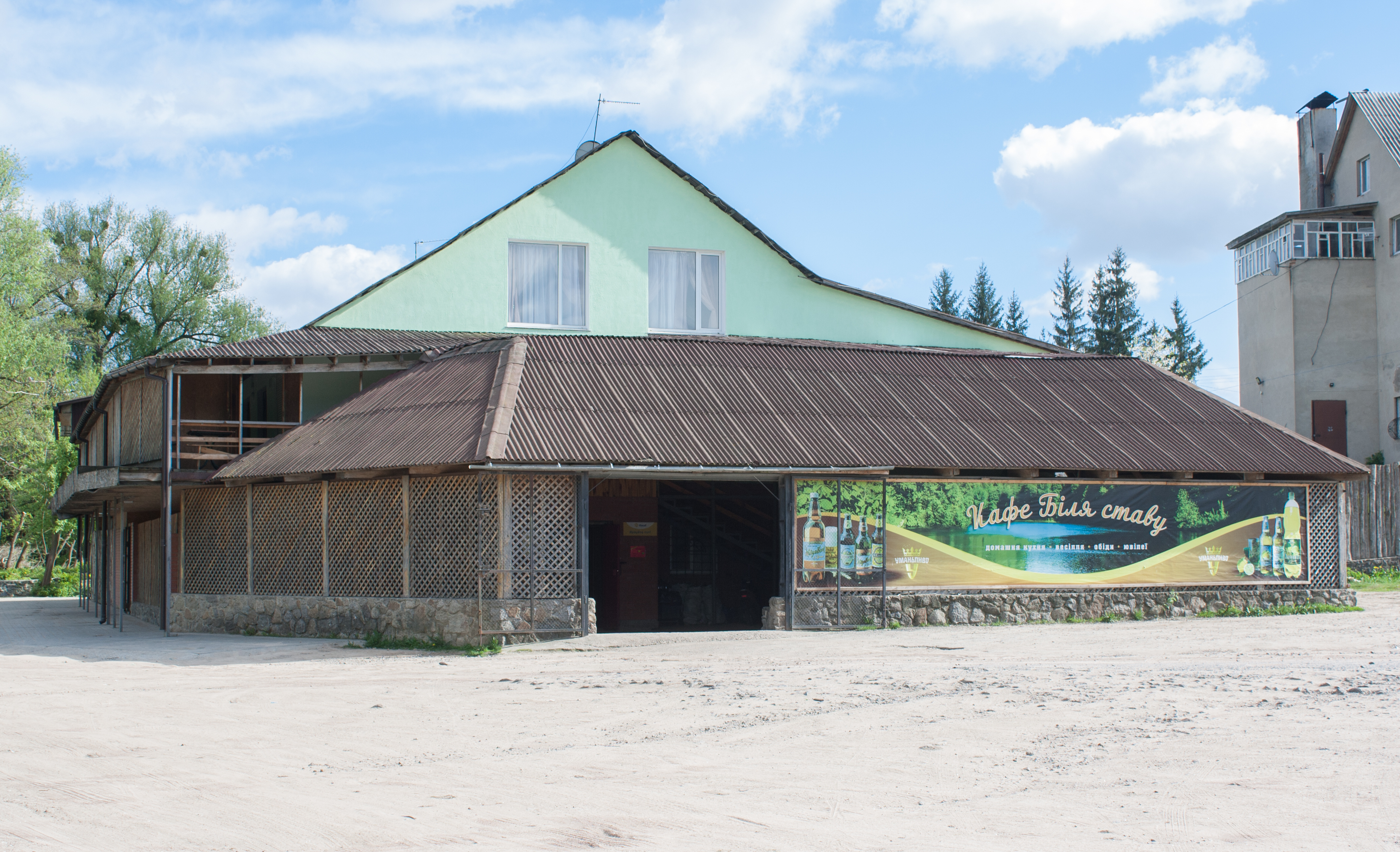
Кафе
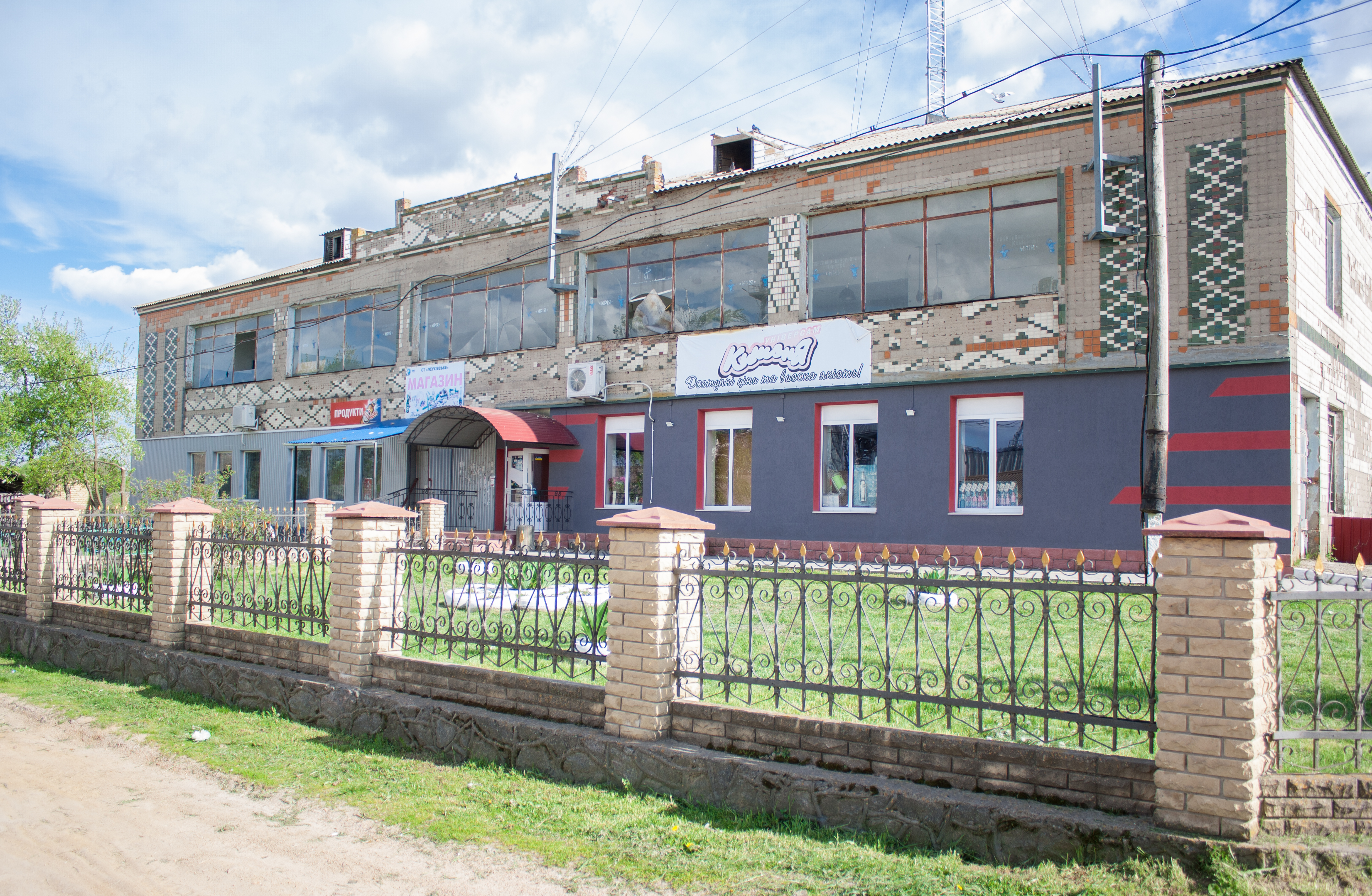
Магазин
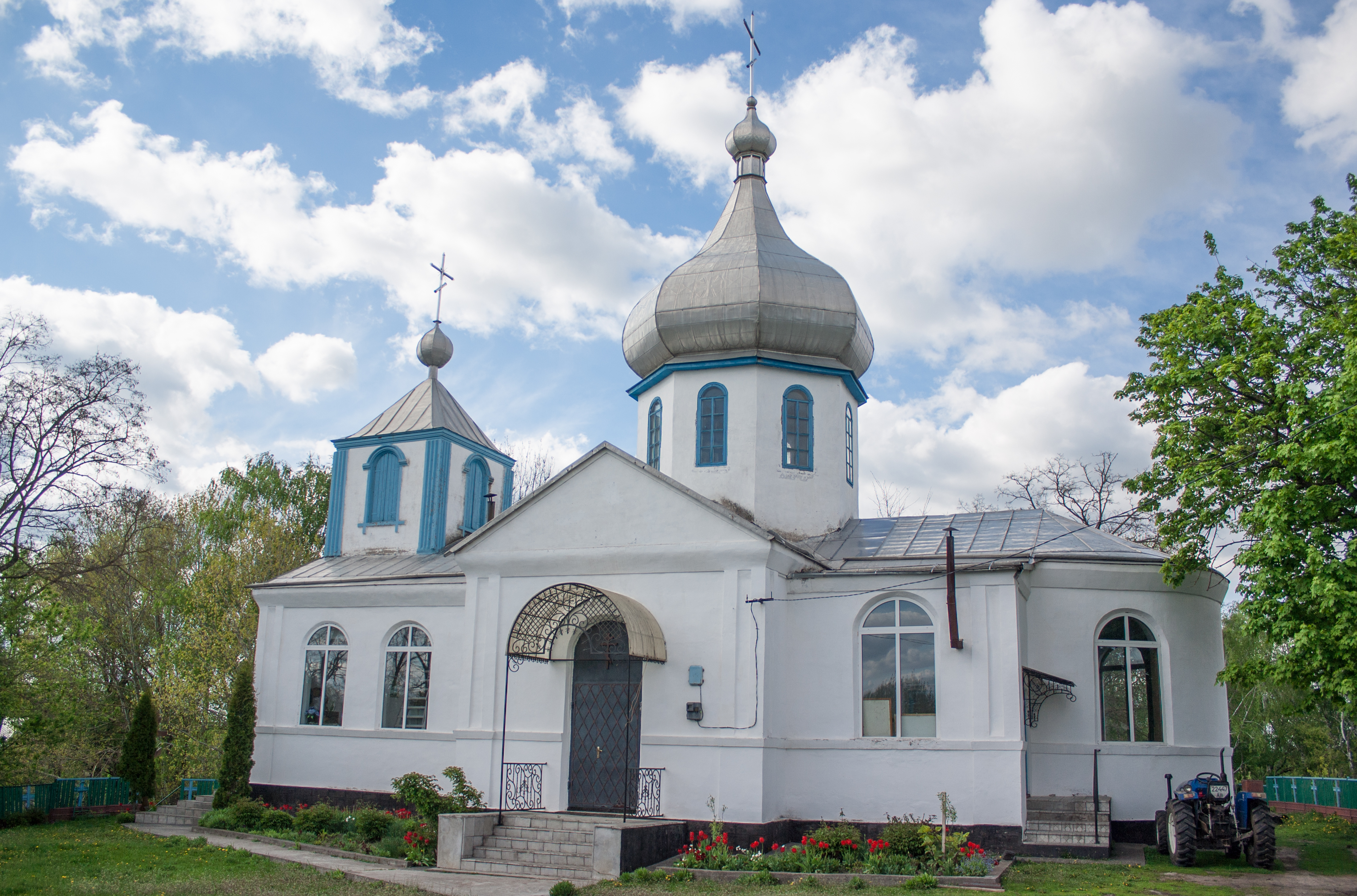
Церква
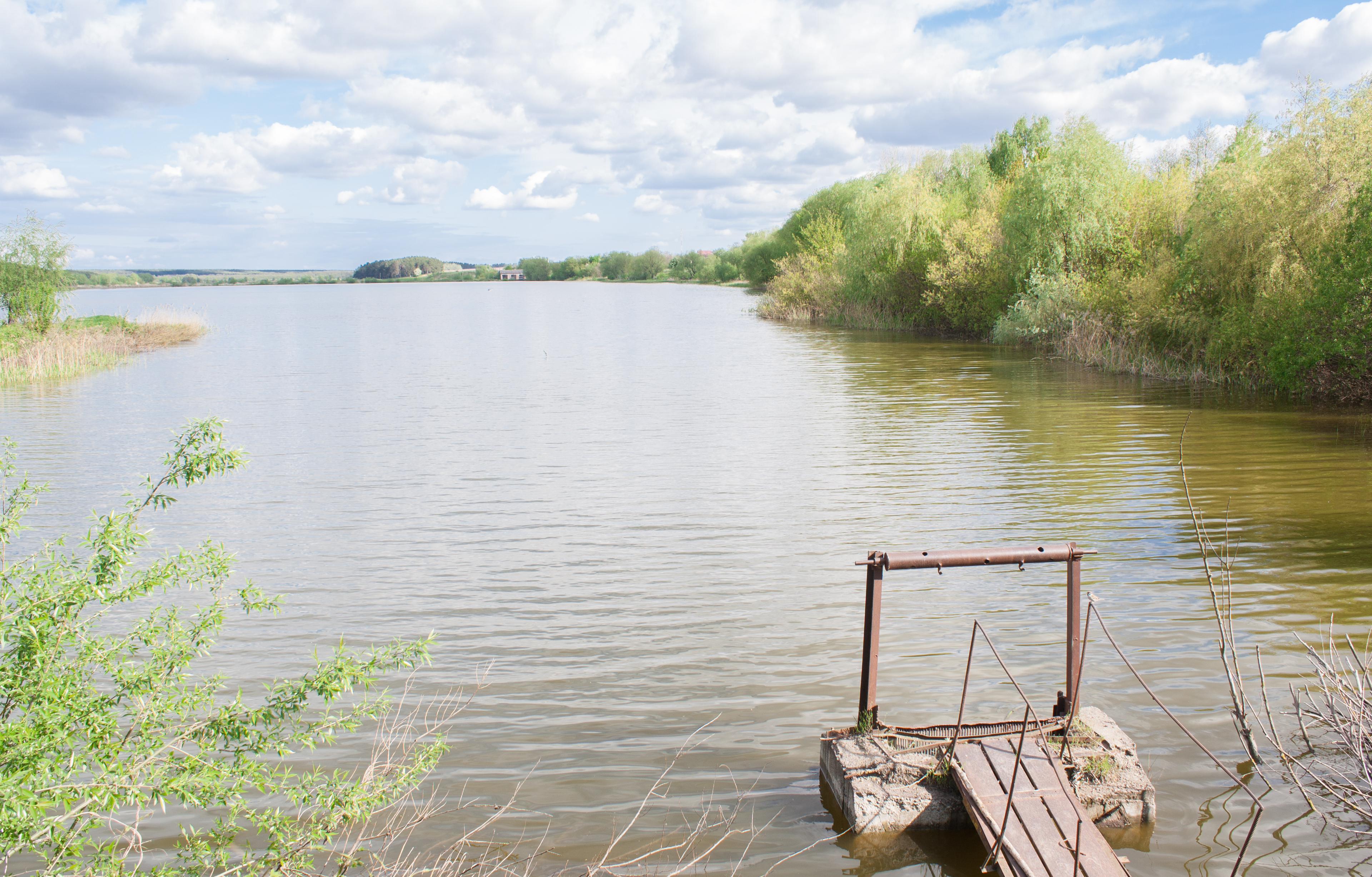
Ставок на річці Сорока
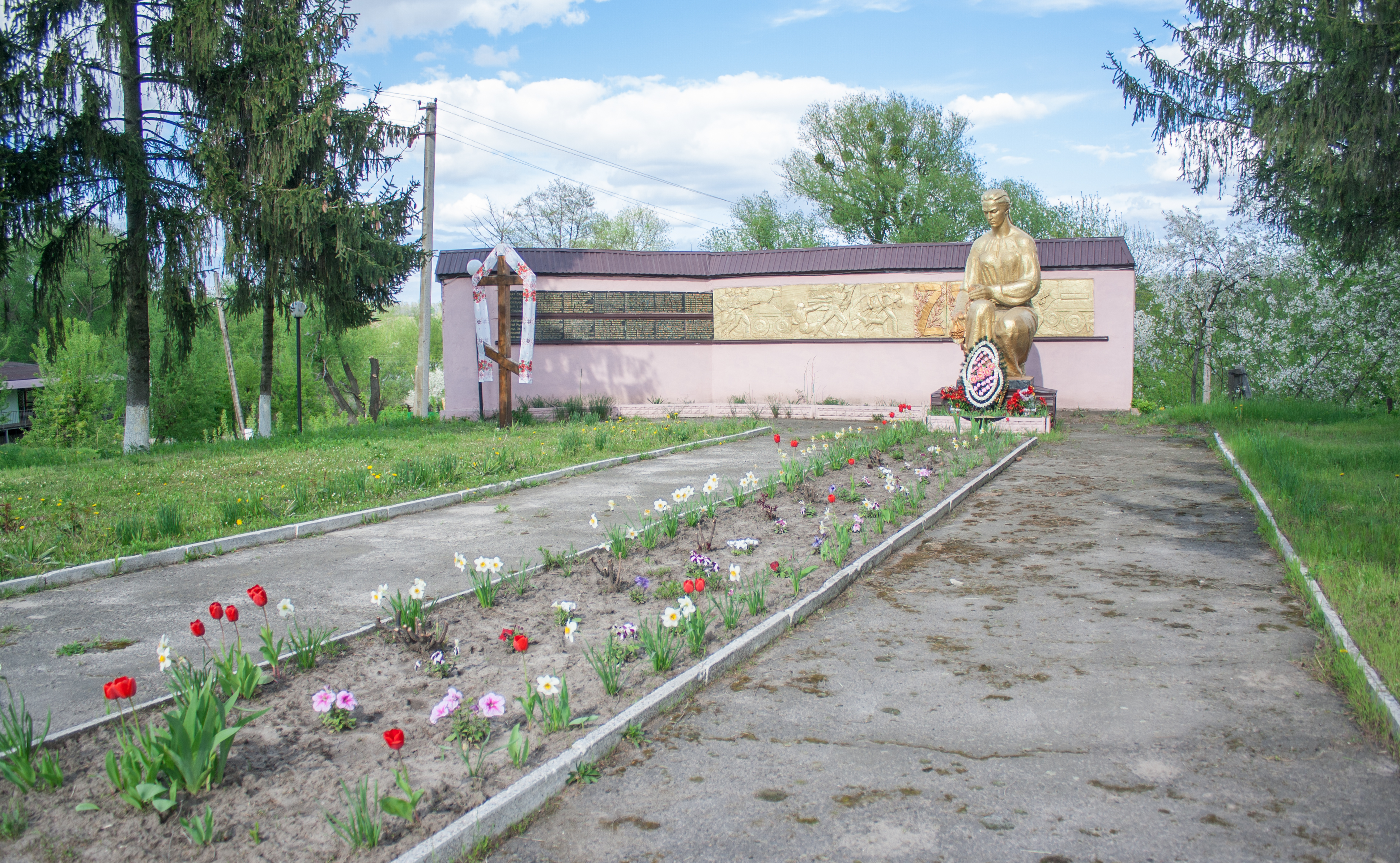
Пам'ятник воїнам-односельчанам